# Andrei Csillag (comunist)
Andrei Csillag (n. 13 aprilie 1935, Dej -- d. ? ) a fost un demnitar comunist român de origine maghiară, membru de partid din 1958.

## Distincții
- Ordinul Muncii clasa I (29 aprilie 1983) „pentru contribuția adusă la înfăptuirea politicii partidului și statului de făurire a societății socialiste multilateral dezvoltate în patria noastră și rezultatele deosebite obținute în întrecerea socialistă pentru îndeplinirea și depășirea planului național unic de dezvoltare economico-socială pe anul 1982”[2]